# Tanita Tikaram
Tanita Tikaram, född 12 augusti 1969 i Münster, Nordrhein-Westfalen, är en brittisk singer/songwriter. 
Tikaram föddes i Münster i Västtyskland, med en mor från Malaysia och en far av indiskt ursprung som kommer från Fiji och som var officer i brittiska armén. Familjen flyttade sedan till Basingstoke i England. Hon är syster till skådespelaren Ramon Tikaram.
Hennes musik baseras mestadels på akustisk gitarr och korta sånger. Hennes debutalbum Ancient Heart från 1988 innehöll låten "Twist in My Sobriety" som blev en stor succé och ledde till en världsturné. Till låten gjordes en prisbelönt svartvit musikvideo, inspelad på landsbygden i Sydamerika i regi av Gerard de Thame. Tikarams efterföljande album nådde inte samma försäljningsframgång som hennes debutalbum. Efter några års frånvaro från musikscenen gav hon 2005 ut albumet Sentimental, på vilket Nick Lowe medverkade med sång på ett par låtar.

## Diskografi med svenska listplaceringar
- 1988 – Ancient Heart (#8)
- 1990 – The Sweet Keeper (#4)
- 1991 – Everybody's Angel (#16)
- 1992 – Eleven Kinds of Loneliness
- 1995 – Lovers in the City
- 1998 – The Cappuccino Songs
- 2005 – Sentimental
- 2012 – Can't Go Back
- 2016 – Closer to the People